# Alice (Texas)
Alice é uma cidade localizada no estado norte-americano do Texas, no Condado de Jim Wells.

## Demografia
Segundo o censo norte-americano de 2000, a sua população era de 19.010 habitantes. 
Em 2006, foi estimada uma população de 19.744, um aumento de 734 (3.9%).

## Geografia
De acordo com o United States Census Bureau tem uma área de 
31,8 km², dos quais 30,8 km² cobertos por terra e 1,0 km² cobertos por água.

## Localidades na vizinhança
O diagrama seguinte representa as localidades num raio de 16 km ao redor de Alice. 

## Personalidades
- Robert Curl (1933), prémio Nobel da Química de 1996